# Ciro Ferri

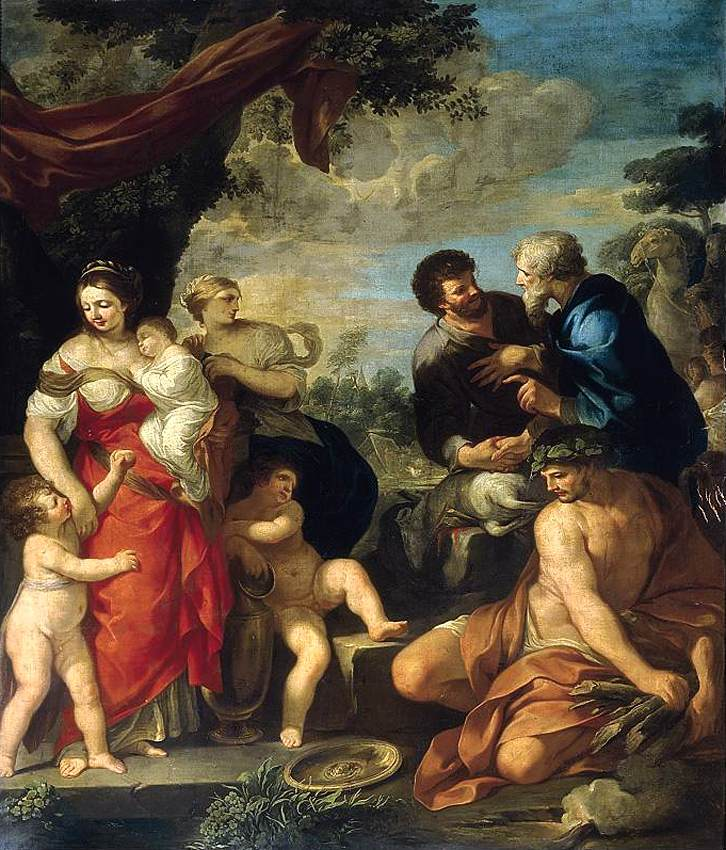
La réconciliation de Jacob et de Laban

Ciro Ferri, né en 1634 à Rome où il est mort le 13 septembre 1689, est un peintre, graveur, sculpteur et architecte italien du baroque romain, qui a été le meilleur élève de Pietro da Cortona et aussi son successeur.

## Biographie
Ciro Ferri fut l'élève de Cortona. Avec une équipe d'artistes, il participa à la décoration du Palais du Quirinal (1656-1659) et fut chargé de terminer diverses œuvres laissées inachevées par Pierre de Cortone. Il acheva la décoration des appartements du premier étage du palais Pitti, en finissant les fresques de la salle d'Apollon (1659-1661) et réalisant celles de la salle de Saturne (1663-1665). À Rome, il termina également les cartons pour les mosaïques de la nef droite de Saint-Pierre et les fresques de la coupole de la chapelle Gavotti, à San Nicola da Talentino.
Il devient membre de l'Accademia di San Luca le 3 juin 1657.
De 1665 à 1667, il est à Bergame, chargé de la décoration à fresques du transept gauche de Sainte-Marie-Majeure.
Il s'occupe de la rénovation architecturale et décorative de la chapelle du chœur de l'église florentine Santa-Maria-Madelenna de'Pazzi, en 1675, et réalise les dessins pour les bas-reliefs du chemin de croix du couvent de l'Ambrosiana à Montelupo.
Rentré définitivement à Rome, il entretient toujours d'étroites relations avec les Médicis. Avec le sculpteur Ercole Ferrata, il fut directeur, jusqu'en 1686 de l'Académie grand-ducale à Rome, instituée en 1673 par le grand-duc Cosme III de Médicis. Il y dirige les étudiants florentins, parmi lesquels figurent Anton Domenico Gabbiani, Giovanni Battista Foggini, Atanasio Bimbacci, Carlo Marcellini et Massimiliano Soldani Benzi. Il a eu également de nombreux élèves et assistants, dont Ambrogio Besozzi, Camillo Gabrielli, Marziale Carpinoni, Filippo Maria Galletti, Giovanni Battista Marmi, Pietro Montanini, Giuseppe Nicola Nasini, Giovanni Odazzi, Tommaso Redi, Urbano Romanelli…
Il a exécuté un grand nombre de dessins divers, en gravure à l'eau-forte, et des frontispices pour des livres. Son ciborium pour le maître-autel de Santa Maria a Vallicella, en bronze doré, avec des anges en vol, réalisé en 1672, est l'un des chefs-d'œuvre de la sculpture décorative en bronze du XVIIe siècle.
Parmi les commandes les plus importantes de sa fin de carrière, il faut citer les fresques de la coupole de Sant'Agnese en Agone sur la piazza Navona, qu'il commence en 1670, dans un style rappelant le travail de Lanfranco dans le dôme de Sant'Andrea della Valle. Ces fresques seront terminées après sa mort, par son successeur Sebastiano Corbellini en 1693. Il réalisa également les fresques de la Villa Falconieri à Frascati.

## Œuvres

### Tableaux

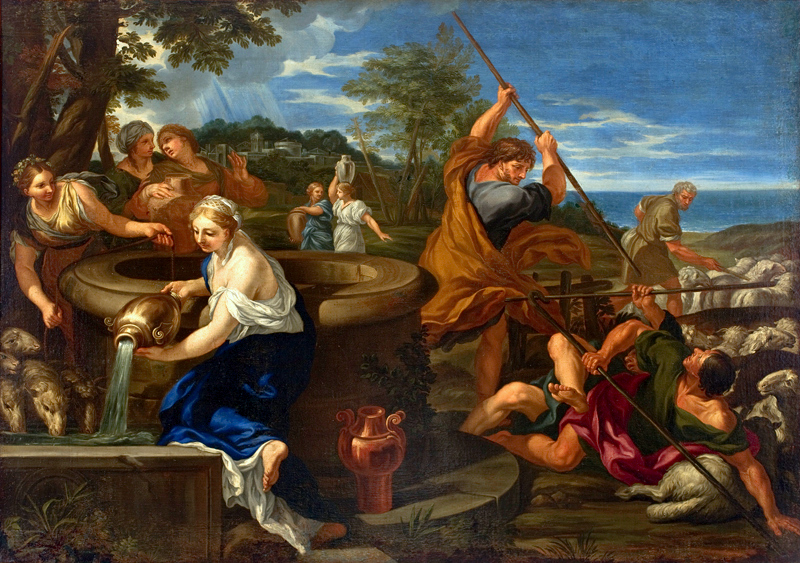
Moïse défendant les filles de Jehtro
(1660-1689) Musée d'Art de São Paulo.

- Alexandre lisant Homère (1656-1659), huile sur cuivre, 26 × 19 cm, musée des Offices, Florence[2]
- Moïse défendant les filles de Jehtro (1660-1689), Museu de Arte de São Paulo, São Paulo.
- Fresques au palais Pitti de Florence
- Saint Ambroise guérissant les malades, retable à l'église Massima de Sant'Ambrogio à Rome.
- Reliquaire de Saint Jean Baptiste cathédrale Saint-Jean de Malte.
- Repos de la Sainte Famille, musée Fesch d'Ajaccio
- Villa Falconieri à Frascati :
  - L'enlèvement de Proserpine dans la salle de l'Allégorie de l'Hiver,
  - Les Vendanges dans la salle de l'Allégorie de l'Automne,
  - Le triomphe de Flore dans la salle de l'Allégorie du printemps.

### Dessins
- Calliope et Melpomène, pierre noire, plume, encre brune, et lavis d'encre brune, sur papier bleu, H. 0,270 ; L. 0,380[3]. Paris, Beaux-Arts[4]. Autrefois attribué à son maître Pietro da Cortona, ce dessin est lié au décor de la salle d'Apollon du palais Pitti pour lequel leurs participations respectives sont souvent difficiles à distinguer. Ce dessin très abouti reprend les études préparatoires faites par Cortone.
- Projet de frontispice, pierre noire, plume, encre brune, lavis brun et d'encre de chine, gouache blanche et grise, H. 0,261 ; L. 0, 174[5]. Paris, Beaux-Arts[6]. Dessin destiné à la gravure, cette composition développe une allégorie de la nature nourricière de l'Art, notamment à travers l'emploi d'une Artémis d'Ephèse. Apollon y est représenté avec des ailes de papillons, un détail assez mystérieux que l'on retrouve dans Le Songe d'Hannibal, une autre composition de l'artiste, gravée par J.L.Roullet[7].